# John J. Gilligan
John Joyce Gilligan, né le 22 mars 1921 et mort le 26 août 2013 était un politicien démocrate américain de l'État de l'Ohio qui a servi en tant que représentant des États-Unis et 62e gouverneur de l'Ohio de 1971 à 1975. Il dirige l'USAID de 1977 à 1979.
Il est le père de Kathleen Sebelius, qui a ensuite été gouverneur du Kansas et secrétaire à la santé et aux services sociaux des États-Unis. Gilligan et Sebelius sont les seuls père et fille à avoir été tous deux élus gouverneurs d'État,.